# Tolna (ancien comitat)
Tolna est un ancien comitat de Hongrie.